# Ay Lola, Lolita, Lola
 Lolita, Lola fue un programa español de televisión emitido por TVE en 1995. Destaca por ser el último trabajo de la popular cantante y actriz Lola Flores, que estuvo grabando hasta pocas semanas antes de su fallecimiento. La sintonía del programa fue compuesta por el hijo de Lola, Antonio Flores.

## Formato
Bajo la conducción de Lola Flores y de su hija Lolita, el programa responde al formato de magazine, con entrevistas a personajes relevantes del mundo del espectáculo y actuaciones musicales, aunque siempre impregnado por el fuerte carisma de sus presentadoras. En la parte final del programa, Lola Flores lee el futuro del invitado en una bola de cristal.

## Artistas invitados
Entre otros, pasaron por el programa Rosa Morena, Jesulín de Ubrique, Los Morancos, Azúcar Moreno, Ketama, Los Ronaldos, Concha Velasco, Raffaella Carrà, María Dolores Pradera, Presuntos Implicados, Marujita Díaz, Marta Sánchez, Remedios Cervantes, Carmen Sevilla, Paquita Rico o Eugenio.